# Herpetacanthus delicatus
Herpetacanthus delicatus är en akantusväxtart som beskrevs av Indriunas och Kameyama. Herpetacanthus delicatus ingår i släktet Herpetacanthus och familjen akantusväxter. Inga underarter finns listade i Catalogue of Life.